# Ferrocarril de Sajá
Los ferrocarriles de Yakutia o Sajá (ZhDYa) (en idioma ruso: Железные дороги Якутии, transl.: Zheleznye Dorogi Yakutii) es la operadora ferroviaria de RZhD en República de Sajá (anteriormente: Yakutia).
Tanto RZhD como la administración regional administran la compañía al 50% cada una.

## Historia

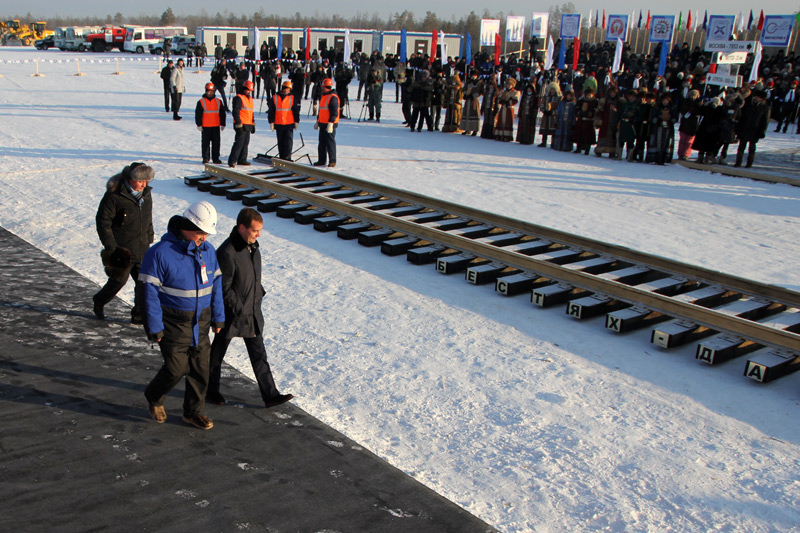
Dmitri Medvédev en la inauguración de la línea férrea a la altura de Nizhny Bestyakh

A partir de 1996 entra en servicio el tramo Nériungri - Aldán. En 2002 se amplía la línea desde Nériungri hasta Tommot para el tráfico de mercancías. Dos años después pasa a estar disponible para el servicio regular de pasajeros. 
En 2006 el presidente Vladímir Putin firma un acuerdo para implementar el tráfico de transporte pesado por la República rusa para mejorar las infraestructuras.
Al año siguiente, el 50% de las acciones son transferidas a RZhD. También se desarrolló un plan para aligerar el tramo entre Nériungri - Tommot.
En 2009 se aprobó la ampliación de la línea hacia el asentamiento de Verjniaya Amga
A partir de 2010 la estación de Kerdem queda conectada con el servicio férreo como parte de la "línea de plata".
El 15 de noviembre de 2011 se implementó la "línea de Oro" en el tramo Berkakit - Tommot - Nizhny Bestiaj. La inauguración contó con la presencia del Presidente de la Federación Rusa: Dmitri Medvédev y el presidente de la compañía férrea: Vladímir Yakunin. Con esta obra, la línea alcanzó una extensión de 808 km. Los planes posteriores incluyeron la ampliación hacia el río Lena y la construcción de un puente para conectar el tráfico ferroviario con Yakutsk, ciudad en la que desde 2017 se encuentra la sede de la compañía.
A lo largo de los años, la empresa ha cambiado de sedes:
- 1995 - 2011: Moscú
- 2011 - 2017: Aldán
- 2017 - pres.: Yakutsk